# أندريه دبليو. بروستر
أندريه دبليو. بروستر (بالإنجليزية: Andre W. Brewster)‏ هو عسكري أمريكي، ولد في 9 ديسمبر 1862 في هوبوكين في الولايات المتحدة، وتوفي في 27 مارس 1942 في بوسطن في الولايات المتحدة.